# 남부평원숲쥐
남부평원숲쥐(Neotoma micropus)는 비단털쥐과에 속하는 설치류의 일종이다. 멕시코 북서부와 미국 콜로라도주, 뉴멕시코주, 오클라호마주, 텍사스주에서 발견된다.